# André Chouraqui
Pour les articles homonymes, voir Chouraqui.
Nathan André Chouraqui, né le 11 août 1917 à Aïn Témouchent, en Algérie, et mort le 9 juillet 2007 à Jérusalem, est un avocat, écrivain, penseur et homme politique israélien, connu pour sa traduction de la Bible.

## Biographie
Il a passé son enfance en Algérie, où il a notamment étudié la Torah avec son rabbin. Il a ensuite fait des études en France, où il rejoint la Résistance.  Il fait partie du Réseau Garel (Lyon, 1942-1944). 
André Chouraqui fut avocat au barreau d'Oran (1940-1941), puis juge dans le ressort de la cour d'appel à Alger (1945-1947). Il est promu, en 1948, docteur en droit international public à l'Université de Paris.
En 1958, André Chouraqui s'installe en Israël et, en 1965, est élu vice-maire de Jérusalem.
En 1967, il est, avec Jean Daniélou, à l'initiative de la création de l'association Fraternité d'Abraham, qui promeut le dialogue interreligieux.
En 1987, paraît chez Desclée De Brouwer sa traduction de la Bible à partir de la Bible dite massorétique, d'abord publiée par volumes à partir des années 1970. Marc Leboucher, qui fut le premier à éditer ce texte en France estime qu'André Chouraqui a adopté dans son travail « un parti pris révolutionnaire, qui a permis de redécouvrir des textes que l'on croyait usés » et qu'« il a surtout mis en lumière l'importance des racines juives du christianisme et rappelé que Jésus appartenait au peuple juif. »
Secrétaire général adjoint de l'Alliance israélite universelle (1947-1953), André Chouraqui en deviendra le délégué permanent, sous la présidence de René Cassin (1887-1976). Il fut également président de l'Alliance française de Jérusalem.
En février 1990, est publié L'Amour fort comme la Mort, autobiographie d'André Chouraqui qui sera ultra-médiatisée et se vendra immédiatement à plus de 100 000 exemplaires. La même année il publie chez le même éditeur sa traduction du Coran (texte et commentaires) et rencontre le Dalaï Lama.
Il était membre du comité de parrainage de la Coordination pour l'éducation à la non-violence et à la paix de la culture de paix et de non-violence.
Sa seconde épouse Annette est la fille du pédiatre français Gaston Lévy. Le couple a cinq enfants.

## Distinctions

### Prix
- 1993 : Prix Leopold-Lucas (de)

### Décorations
- Commandeur de l'ordre des Arts et des Lettres Il est fait commandeur lors de la promotion du 30 mai 1996[6].

## Publications
- Trad., La Bible, Paris, Desclée de Brouwer, 2010 (ISBN 978-2-220-05811-5 et 2-220-05811-5).

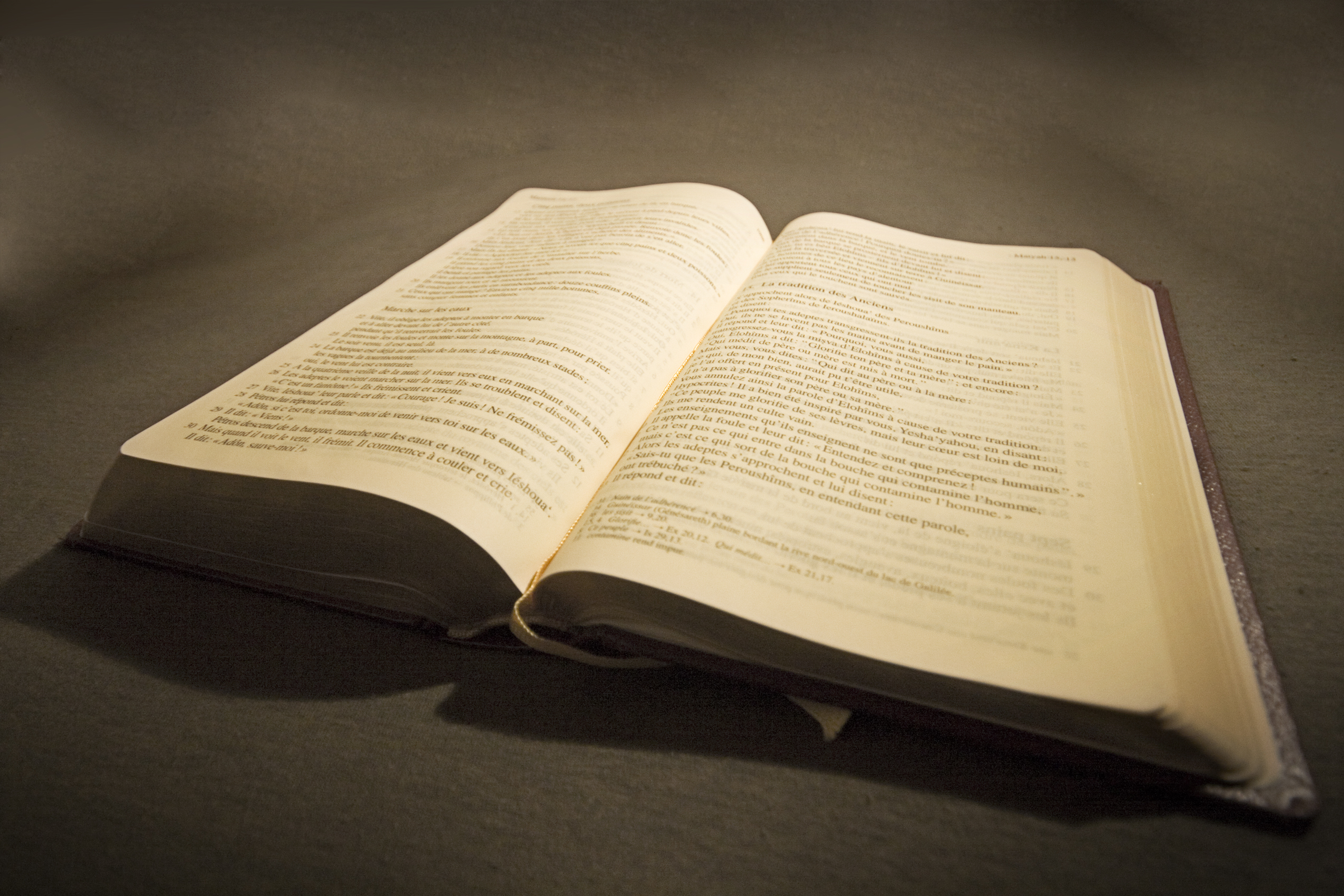
La Bible Chouraqui.

- Histoire du judaïsme, Paris, Presses universitaires de France, 1957, 128 p. (ISBN 2-13-052574-1).
- La pensée juive, Paris, Presses universitaires de France, 1965, 128 p. (ISBN 2-13-045080-6)
- Lettre à un ami arabe, Mame, 1969, 266 p. Réédité JC Lattès 1994
- La Vie Quotidienne des Hébreux au temps de la Bible, Rois et Prophètes, Paris, Hachette, 1971, 263 p.
- La Vie Quotidienne des Hommes de la Bible, Paris, Hachette, 1978, 406 p.
- Moïse : voyage aux confins d'un mystère révélé et d'une utopie réalisable, Paris, Flammarion, 1997, 501 p. (ISBN 2-08-081348-X).
- L'amour fort comme la mort : une autobiographie, Monaco, Ed. du Rocher, 1998, 544 p. (ISBN 2-268-02887-9).
- Le destin d'Israël : correspondances avec Jules Isaac, Jacques Ellul, Jacques Maritain, Marc Chagall et Paul Claudel, Paris, Parole et silence, 2007  (ISBN 2845733348).
- Les Dix commandements aujourd'hui : dix paroles pour réconcilier l'homme avec l'humain, Paris, Pocket, 2005, 286 p. (ISBN 2-266-11947-8).
- Avec Gaston-Paul Effa, Le Livre de l'Alliance, Paris, Bibliophane, 2003  (ISBN 2869700911).
- Bahya ibn Paquda : les Devoirs des cœurs, Paris, Bibliophane, 2002  (ISBN 2869700709).
- Le Coran : l'appel, Paris, Robert Laffont, 1990  (ISBN 2221069641).
- Les juifs. Dialogue entre Jean Daniélou et André Chouraqui, Paris, Beauchesne, coll. « Verse et controverse ».
- Avec Aude de Kerros, Le cœur d'amour épris, Institut de l'Internet et du Multimédia, 2011-2012, 50 p. (ouvrage en ligne).
- Vivre pour Jérusalem, Paris/Bruges, Desclée de Brouwer/Les Presses Saint-Augustin, 1973, 307 p.
- Avec Léon Ashkenazi et Denis Charbit, À l'heure d'Israël, Paris, Albin Michel, 2018.